# 2,3-Epoxy-3-phenylbuttersäureethylester
2,3-Epoxy-3-phenylbuttersäureethylester (meist, aber chemisch falsch, Erdbeeraldehyd genannt) ist eine chemische Verbindung aus der Gruppe der Carbonsäureester. Die etwas verwirrende, weil falsche, Namensendung Aldehyd kommt daher, dass bei der Hydrolyse des Esters eine Glycidsäure (die instabilen Carbonsäuren des Oxirans) entsteht, die sich unter Decarboxylierung zu einem Aldehyd umlagert.

## Gewinnung und Darstellung
Die Verbindung kann durch eine zweistufige Reaktion gewonnen werden. Zuerst wird Chloressigsäure durch eine säurekatalysierte Veresterung zu Chloressigsäureethylester umgesetzt. Dann wird durch eine Glycidester-Kondensation nach G.A. Darzens aus Acetophenon und Chloressigsäureethylester der Ester gewonnen.

## Eigenschaften
Es handelt sich um eine brennbare, feuchtigkeitsempfindliche gelbliche Flüssigkeit, die praktisch unlöslich in Wasser ist. Sie kommt in zwei isomeren Formen (cis- und trans-) vor, die einen unterschiedlichen Geruch besitzen. Die Handelsform stellt ein Isomerengemisch mit Geruch nach Erdbeeren dar.

## Verwendung
Die Verbindung wird als zur Lebensmittelzubereitung zugelassener Aromastoff und in geringer Menge in der Parfümerie verwendet.